# ألكس جونز
ألكسندر «ألكس» إمريك جونز (بالإنجليزية: Alex Jones) (من مواليد 11 فبراير 1974)، أمريكي من أتباع اليمين المتطرف ومقدم برامج إذاعية ومؤيد لنظريات المؤامرة. وصفت مجلة نيويورك جونز بأنه «من منظري المؤامرة الرائدين في أمريكا»، ووصفه مركز قانون الحاجة الجنوبي بأنه من «أكثر منظري المؤامرة نتاجًا في أمريكا المعاصرة». يقدم جونز برنامج أليكس جونز شو من أوستن، تكساس، والذي تصدره شبكة اتصالات جينيسيس عبر الولايات المتحدة وعبر الإنترنت. يروج موقع جونز على شبكة الإنترنت، «إنفو وورز»، نظريات المؤامرة والأخبار الزائفة، كما تفعل بعض مواقعه الإلكترونية الأخرى نيوز وورز وبريزون بلانت. قدم جونز منبرًا ودعمًا للقوميين البيض، فضلًا عن كونه «مدخلٌ» إلى أيديولوجيتهم.
روج جونز لنظريات المؤامرة التي تزعم أن حكومة الولايات المتحدة إما أخفت أو زورت معلومات حول إطلاق النار الجماعي في مدرسة ساندي هوك الابتدائية عام 2012، وتفجير أوكلاهوما سيتي عام 1995، وهجمات 11 سبتمبر، والهبوط على سطح القمر عام 1969. ادعى أن العديد من الحكومات والشركات الكبرى قد تواطأت لإنشاء «نظام عالمي جديد» من خلال «الأزمات الاقتصادية المصنعة وتكنولوجيا المراقبة المتطورة – وقبل كل شيء – من خلال جماعات داخلية متخفية تنفذ هجمات إرهابية تغذي الهستيريا القابلة للاستغلال».
وصفت المصادر ذات التوجه السائد، جونز بأنه محافظ من أتباع اليمين البديل واليمين المتطرف ومؤيد لنظرية المؤامرة. J وصف جونز نفسه بالمحافظ الأصلي وبالليبرتاري.
بكونه ناقد قديم لسياستي الحزبين الجمهوري والديمقراطي الأمنية والخارجية، فقد دعم جونز حملة دونالد ترامب الرئاسية لعام 2016 واستمر في تقديم الدعم له باعتباره المنقذ من عصابة إجرامية مزعومة ثنائية الحزب تسيطر على الحكومة الفدرالية، رغم اعتراضه على عدد من سياسات ترامب، بما في ذلك الغارات الجوية ضد الحكومة السورية. بكونه مؤيد قوي لإعادة انتخاب ترامب، فقد دعم جونز المزاعم الزائفة حول التزوير الانتخابي في الانتخابات الرئاسية لعام 2020، وفي 6 يناير 2021، كان من بين المتحدثين في تجمع لافاييت سكوير بارك الداعم لترامب، وهو التجمع الذي سبق الهجوم الدموي على مبنى الكابيتول الأمريكي من قِبل أنصار ترامب.

## مسيرته المهنية

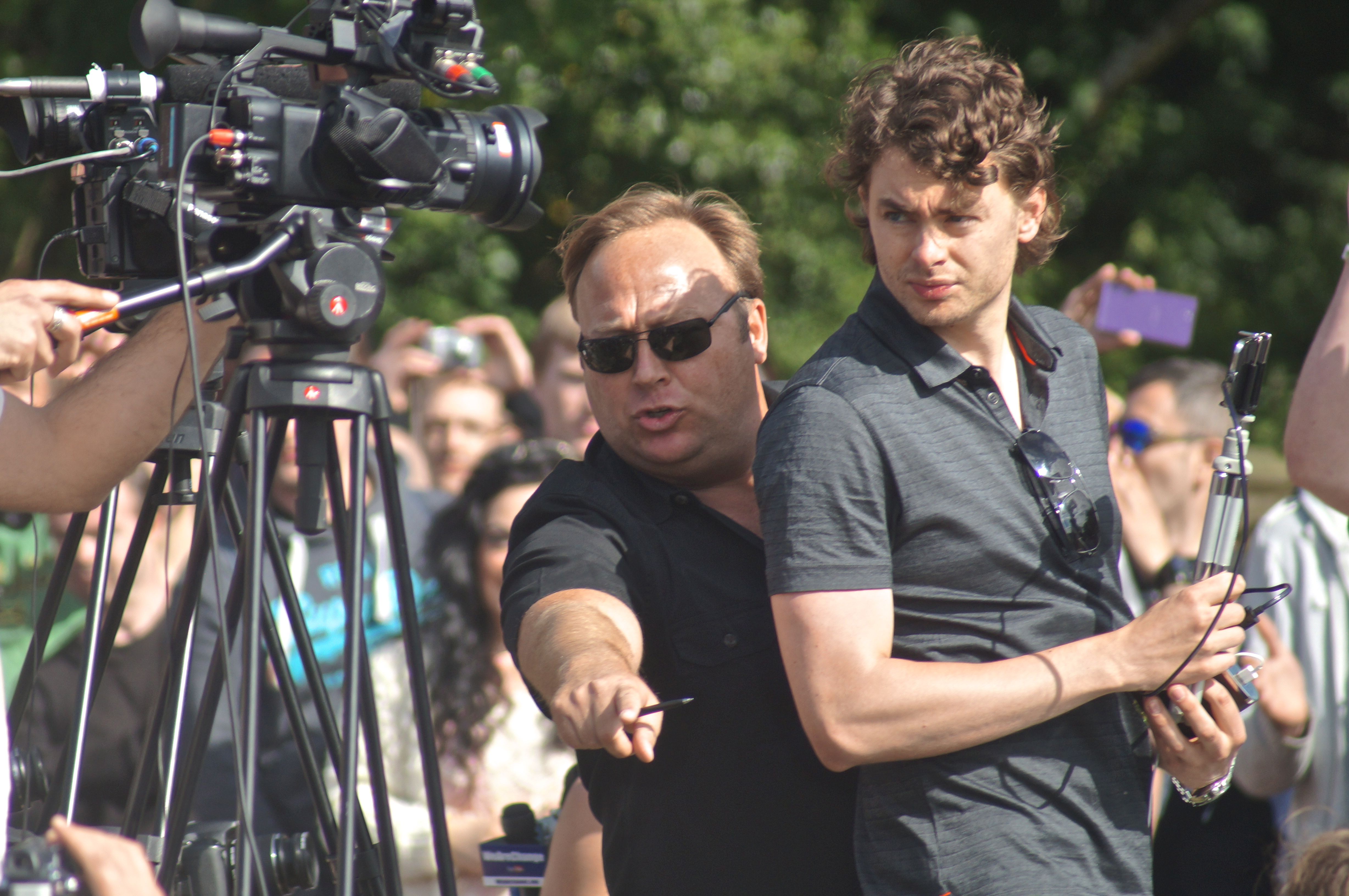
جونز برفقة بول جوزيف واتسون عام 2013

بدأ جونز مسيرته المهنية في أوستن حيث كان يعمل في برنامج على هاتفي مع الجمهور ويُبث مباشرة عبر التلفزيون الكبلي ومتاح للعامة. في عام 1996، انتقل جونز إلى الراديو، وقدم برنامجًا باسم «الطبعة الأخيرة» على محطة كيه جيه إف كيه (98.9 إف إم). كان رون بول ضيفًا في برنامجه عدة مرات أثناء ترشحه لعضوية الكونغرس.
عندما وقع تفجير أوكلاهوما سيتي في عام 1995، بدأ جونز باتهام الحكومة الفدرالية بضلوعها في الحادثة: «أدركت أن هناك حكومة كليبتوقراطية تعمل مع حكومات سيكوباتية – وهم عبارة عن براثن شر تعرف حيل السيطرة». في عام 1998، أصدر فيلمه الأول «أمريكا: مدمرة عمدًا».
في عام 1998، نظم جونز حملة ناجحة لبناء كنيسة جديدة تابعة للفرع الداودي، كنصب تذكاري لأولئك الذين لقوا حتفهم خلال حريق عام 1993 الذي أنهى حصار واكو في مجمع الفرع الداودي الأصلي بالقرب من واكو، تكساس. كثيرًا ما ناقش جونز المشروع في برنامجه التلفزيوني المتاح للعامة. ادعى أن ديفيد كوريش وأتباعه كانوا مسالمين وقُتلوا على يد النائب العام جانيت رينو ومكتب الكحول والتبغ والأسلحة النارية أثناء الحصار. في نفس العام، سُحب من التجمع الداعم لجورج بوش الابن في منطقة بايبورت الصناعية، تكساس. قاطع جونز خطاب الحاكم بوش، مطالبًا بإلغاء نظام الاحتياطي الفدرالي ومجلس العلاقات الخارجية. قال الصحفي ديفيد ويغل، في تقريره عن الحادث، أن جونز «يندفع في الأحداث العامة كما لو أنه قادم من عالم آخر».

في عام 1999، تعادل جونز مع شانون بيرك في استطلاع ذلك العام عن «أفضل مضيف حواري إذاعي في أوستن»، حسب تصويت قراء دورية أوستن كرونيكل. في وقت لاحق من ذلك العام، فُصل من إذاعة كيه جيه إف كيه-إف إم لرفضه توسيع مواضيعه. قال مدير عمليات المحطة أن آراء جونز جعلت من الصعب على المحطة بيع الإعلانات. قال جونز:
لقد كان قرارًا سياسيًا بحتًا، وقد جاء من السلطات العليا [...] قيل لي قبل 11 أسبوعًا أن أدع بيل كلينتون وشأنه، وأن أكف عن كل هؤلاء السياسيين، وألا أتحدث عن إعادة بناء الكنيسة، وأتوقف عن تقريع مشاة البحرية، وتطول القائمة.
بدأ يبث برنامجه عبر الإنترنت من منزله. في أوائل عام 2000، كان جونز واحدًا من سبعة مرشحين جمهوريين لمجلس النواب في تكساس عن الدائرة 48، وهي دائرة متأرجحة ليبرالية مقرها أوستن، تكساس. قال جونز أنه ترشح «ليكون رقيبًا من الداخل» لكنه انسحب من سباق الترشح بعد أسبوعين.
في يوليو من ذلك العام، ادعت مجموعة من مبرمجي مركز الوصول المجتمعي في أوستن (إيه سي إيه سي) أن جونز استخدم الإجراءات القانونية وسياسية إيه سي إيه سي لترهيبهم أو محاولة استبعاد عروضهم من البث. في 15 يوليو 2000، تسلل جونز إلى احتفالية «حرق الهموم» في البستان البوهيمي، والذي وصفه بأنه «إهراق شعائري للضمير والتعاطف» و«استغلال للسلطة».
في عام 2001، نُشر برنامج جونز الإذاعي على نحو 100 محطة. بعد هجمات 11 سبتمبر، بدأ جونز في الترويج لنظرية المؤامرة القائلة بأن إدارة بوش الابن كانت وراء الهجوم. نتيجة لذلك، تخلت العديد من المحطات التي عرضت برنامج جونز عنه، وفقًا لويل بانش. أصبح جونز شخصية بارزة في قضية «الباحثين عن حقيقة أحداث 11 سبتمبر».
في 8 يونيو 2006، حين كان في طريقه لتغطية اجتماع مجموعة بيلدربيرغ في أوتاوا، أوقفت السلطات الكندية جونز واحتجزته في مطار أوتاوا. صادروا جواز سفره وآلات التصوير ومعظم متعلقاته. سُمح له لاحقًا بدخول كندا بشكل قانوني. قال جونز عن احتجازه هذا: «أريد أن أقول، على العلن، إن رقصة التانغو تتطلب شخصين. كان بوسعي التعامل مع الأمر بشكل أفضل».
في 8 سبتمبر 2007، أُلقي القبض على جونز أثناء احتجاجه في الجادة السادسة والشارع 48 في مدينة نيويورك، عندما اقتحمت مجموعته برنامج تلفزيوني مباشر يضم جيرالدو ريفيرا. وُجهت إليه تهمة تشغيل مكبر صوت بدون تصريح، واستُدعي شخصان آخران إلى المحكمة بتهمة السلوك غير المنضبط. نُقل عن أحد رفاق جونز المتظاهرين قوله: «لقد كانت ... حرب عصابات معلوماتية».
في 6 يوليو 2017، إلى جانب بول جوزيف واتسون، بدأ جونز في تقديم مسابقة لابتكار أفضل «ميم للسي إن إن»، وسيحصل الفائز فيها على 20,000 دولار. كانت المسابقة ردًا على تقديم السي إن إن لتقريرٍ حول أحد رواد موقع ريديت بسبب إنشائه ميمًا مؤيدًا لترامب ومعاديًا للسي إن إن.
في 23 يناير 2018، أعلن جونز أنه سيعمل مع المؤلف نيل شتراوس على كتابه القادم بعنوان التاريخ السري للعالم الحديث والحرب من أجل المستقبل. في فبراير 2018، اتهم موظفان سابقان جونز بمعاداة السامية والعنصرية ضد السود والتحرش الجنسي. نفى هذه المزاعم.
وإن دعم جونز كيو أنون في البداية، إلا أنه توقف عن دعمها بحلول مايو 2018، بعد إعلانه أن المصدر «مخترق بالكامل»، حسبما ذكرت رايت وينغ ووتش (مرصد الجناح اليميني).
في يناير 2021، صرح جونز علنًا أن شركته الإعلامية قد مولت التجمع الحاشد الذي سبق اقتحام مبنى الكابيتول في الولايات المتحدة عام 2021. عندما هاجم مثيرو الشغب مبنى الكابيتول، ناشدهم جونز بالتوقف. وقال «دعونا لا نحارب الشرطة ونمنح النظام ما يريد بذلك». ندد لاحقًا بأتباع نظرية المؤامرة القائمة على كيو أنون على موقعه إنفو وورز، في تراجعٍ عن دعمه السابق لكيو أنون.

## وصلات خارجية
- ألكس جونز على موقع IMDb (الإنجليزية)
- ألكس جونز على موقع ميوزك برينز (الإنجليزية)
- ألكس جونز على موقع أول موفي (الإنجليزية)
- ألكس جونز على موقع إن إن دي بي (الإنجليزية)
- ألكس جونز على موقع ديسكوغز (الإنجليزية)
- ألكس جونز على موقع قاعدة بيانات الفيلم (الإنجليزية)
- ألكس جونز على موقع كينوبويسك (الروسية)